# Monacanthus
Monacanthus es un género de peces de la familia Monacanthidae, del orden Tetraodontiformes. Este género marino fue descrito científicamente en 1817 por Lorenz Oken.

## Especies
Especies reconocidas del género:
- Monacanthus chinensis Osbeck, 1765
- Monacanthus ciliatus Mitchill, 1818